# Pachysylvia hypoxantha
El verdillo ventriamarillo (Pachysylvia hypoxantha), también denominado verderón pardusco (en Colombia), verdillo de gorro oscuro (en Perú), verderón gorra fusca (en Venezuela) o vireillo de capa oscura, es una especie de ave paseriforme de la familia Vireonidae, perteneciente al género Pachysylvia (antes colocado en Hylophilus). Es nativo de la cuenca amazónica occidental y meridional en América del Sur.

## Distribución y hábitat
Se distribuye desde el suroeste de Venezuela, por Colombia, este de Ecuador, Perú, hasta el norte de Bolivia y por la Amazonia en Brasil, al sur del río Amazonas.
Esta especie es considerada común en su hábitat natural, el dosel, el subdosel y los bordes de selvas húmedas principalmente abajo de los 600 m de altitud.

## Sistemática

### Descripción original
La especie P. hypoxantha fue descrita por primera vez por el ornitólogo austríaco August von Pelzeln en 1868 bajo el nombre científico Hylophilus hypoxanthus; la localidad tipo es: «Río Içanna y Río Vaupés, alto Río Negro, Brasil».

### Taxonomía
Los estudios de Slager et al. (2014) produjeron una extensa filogenia de la familia Vireonidae y demostraron que el género Hylophilus era polifilético, compuesto de 4 clados dentro de la familia Vireonidae.  Slager y Klicka (2014) establecieron la necesidad de 4 géneros para reflejar esta diversidad. El clado conteniendo las especies de iris oscuro, habitantes de la canopia y de cantos más complejos, incluyendo la presente, fue agrupado en un género resucitado Pachysylvia. Desde que Pachysylvia es femenino, el nuevo nombre científico pasa a ser: Pachysylvia hypoxantha.
Los cambios taxonómicos descritos fueron reconocidos mediante la aprobación de la Propuesta N° 656 al Comité de Clasificación de Sudamérica (SACC) en noviembre de 2014.

### Subespecies
Según las clasificaciones del Congreso Ornitológico Internacional (IOC) y Clements Checklist se reconocen seis subespecies, con su correspondiente distribución geográfica:
- Pachysylvia hypoxantha hypoxantha (Pelzeln, 1868) - sureste de Colombia (Vaupés y Guainía), suroeste de Venezuela (Amazonas), y noroeste de Brasil (al sur hasta el río Solimões).
- Pachysylvia hypoxantha fuscicapillus P.L. Sclater & Salvin, 1880 -  este de Ecuador y norte de Perú (al sur hasta el río Marañon).
- Pachysylvia hypoxantha flaviventris Cabanis, 1873 - centro de Perú desde San Martín (posiblemente desde el centro norte de Loreto) hacia el sur hasta Ayacucho.
- Pachysylvia hypoxantha icterica Bond, 1953 - oeste de Brasil (alto río Juruá), extremo sureste de Perú (Puno) y norte de Bolivia (La Paz, Beni y Cochabamba).
- Pachysylvia hypoxanta albigula Chapman, 1921 - norte de Brasil al sur del río Amazonas (desde el río Purús hasta los ríos Iriri y Xingu).
- Pachysylvia hypoxantha inornata Snethlage, 1914 - norte de Brasil al sur del río Amazonas (desde el Tapajós al este hasta el Tocantins, al sur de Itaituba).